# 中西昭雄
中西 昭雄（なかにし てるお、1941年5月29日 - ）は、編集者。東京生まれ、京都大学文学部卒業。朝日新聞で『アサヒグラフ』や『週刊朝日』に携わったのち、1983年に月刊誌「ペンギン・クエスチョン」（現代企画室）を創刊。「日本寄せ場学会」や「日本の戦後責任をハッキリさせる会」の設立に参加する。

## 経歴
- 1941年、東京生まれ。
- 1965年、朝日新聞社入社。『アサヒグラフ』『週刊朝日』『アサヒカメラ』などの編集に携わる。
- 1980年、朝日新聞社退社
- 1983年、月刊誌「ペンギン・クエスチョン」（現代企画室）創刊
- 1985年、編集工房「寒灯舎」設立
- 1987年、「日本寄せ場学会」設立に参加
- 1991年、「日本の戦後責任をハッキリさせる会」設立の参加

## 著書

### 単著
『名取洋之助の時代』、朝日新聞社、1980年
『シベリア文学論序説』、寒灯舎、2010年
『漱石『門』から世相史を読む』、作品社、2024年

### 編著
『イスタンブル』、パルコ出版、1994年
『ルポルタージュ　よい野菜　全国91産地を歩く』、中西昭雄編、日本経済新聞社、1992年

### 共著
『マスコミ床屋政談』、社会評論社、1987年